# کنگره شوراهای اتحاد جماهیر شوروی
کنگره فوق‌العاده شوراهای اتحاد جماهیر شوروی (روسی: Всесоюзный съезд Советов)، عالی‌ترین نهاد قانونگذاری اتحاد جماهیر شوروی، از زمان تشکیل آن در ۳۰ دسامبر سال ۱۹۲۲ تا زمان تصویب قانون اساسی ۱۹۳۶ شوروی بود.

## انتخابات
کنگره شوراهای اتحاد جماهیر شوروی مرکب از نمایندگانی از شوراهای همه جمهوری‌های شوروی بر اساس زیر بود: از شورای شهر ۱ عضو از ۲۵ هزار رای‌دهنده، از کنگره‌های استانی (منطقه ای، سرزمینی) و جمهوری خواهان ۱ رای از ۱۲۵ هزار ساکن. نمایندگان کنگره اتحادیه در کنگره‌های جمهوری خودمختار استانی (منطقه ای، سرزمینی) شوروی یا اگر جمهوری کنگره‌های استانی (و سپس استانی، منطقه ای) نداشته باشد - مستقیماً در کنگره اتحاد جماهیر شوروی شرکت می‌کنند.

## اختیارات
صلاحیت انحصاری کنگره شوروی شامل:
اصلاح قانون اساسی اتحاد جماهیر شوروی سوسیالیستی
پذیرش جمهوری‌های جدید به اتحاد جماهیر شوروی سوسیالیستی
ایجاد اصول برنامه‌های توسعه اقتصاد شوروی و بودجه دولت اتحاد جماهیر شوروی سوسیالیستی و تصویب اصول کلی قوانین جاری است.
کنگره شوراها همچنین جهت کلی کلیه ارگانهای عمومی را تعیین می‌کند، کمیته اجرایی مرکزی اتحاد جماهیر شوروی سوسیالیستی را انتخاب می‌کند و او مسئول پاسخگو بودن نسبت به کنگره است.
تنها رئیس هیئت رئیسه کنگره میخائیل کالینین بود.

## کنگره‌ها

### کنگره نخست شوراهای اتحاد شوروی
اولین کنگره در تاریخ ۳۰ دسامبر ۱۹۲۲ با حضور نمایندگانی از جمهوری سوسیالیست فدراتیو شوروی روسیه، جمهوری سوسیالیست شوروی اوکراین، جمهوری فدراتیو سوسیالیست ماورای قفقاز و جمهوری سوسیالیستی شوروی بلاروس در مسکو برگزار شد. کنگره پیمان ایجاد اتحاد جماهیر سوسیالیستی شوروی و اساس قانون اساسی ۱۹۲۴ شوروی را تصویب کرد و بدین ترتیب اتحادیه جماهیر شوروی را با چهار کشور به عنوان مؤسسان اتحادیه به‌طور رسمی ایجاد شد.

### دومین کنگره شوراهای اتحاد جماهیر شوروی
دومین کنگره اتحاد جماهیر شوروی اتحاد جماهیر شوروی در ژانویه ۱۹۲۴ برای تصویب قانون اساسی اتحاد جماهیر شوروی در سال ۱۹۲۴ برگزار شد.

### هشتمین کنگره شوراهای اتحاد جماهیر شوروی
هشتمین کنگره فوق‌العاده شوراهای اتحاد جماهیر شوروی از نوامبر ۱۹۳۶ تا دسامبر ۱۹۳۶ برای تصویب قانون اساسی اتحاد جماهیر شوروی ۱۹۳۶ برگزار شد و بدین ترتیب شورا خود را برای همیشه منحل نموده و قدرت خود را به شوروی عالی تازه تأسیس اتحاد جماهیر شوروی منتقل کرد.